# نيف سلطان
نيف سلطان (Hebrew: ניב סולטן; born 16 September 1992) هي ممثلة إسرائيلية. اشتهرت ببطولة مسلسل أبل تي في + طهران، وهو مسلسل تلفزيوني إسرائيلي مثير عن التجسس والذي عرض لأول مرة في عام 2020 على أبل تي في وكان 11.

## وصلات خارجية
- نيف سلطان على موقع IMDb (الإنجليزية)
- نيف سلطان على موقع قاعدة بيانات الفيلم (الإنجليزية)